# Suberites carnosus
Suberites carnosus is een sponssoort in de taxonomische indeling van de gewone sponzen (Demospongiae). De spons behoort tot het geslacht Suberites en behoort tot de familie Suberitidae. De wetenschappelijke naam van de soort werd in 1842 voor het eerst geldig gepubliceerd door G. Johnston. Het lichaam van de spons bestaat uit kiezelnaalden en sponginevezels, en is in staat om veel water op te nemen. 

## Beschrijving
Het is bekend dat deze oranje of gele spons veel verschillende vormen heeft. Hoewel typisch bolvormig en verankerd aan het substraat door een korte steel (als een vijg), kan het ook korstvormig of massief zijn (groei verticaal en lateraal maar ongelijk) en gelobd, tot 15 cm hoog. In de vijgvormige vorm is er meestal een enkel, apicaal osculum (een grote oppervlakteporie waardoor water de lichaamsholte verlaat), in massieve gelobde vormen kunnen er meerdere oscula zijn, maar meestal allemaal op het bovenste oppervlak. Het oppervlak is glad en gelijkmatig. De samentrekking van de spons is aanzienlijk wanneer deze wordt verstoord, met een overeenkomstige verandering in consistentie van zacht naar stevig.

## Verspreiding
Suberites carnosus wordt gevonden in de Arctische, Atlantische kusten van Europa en in de Middellandse Zee. De soort komt ook wijdverbreid voor langs de Atlantische kusten van Groot-Brittannië en Ierland.

## Leefgebied
Deze sponzensoort geeft de voorkeur aan steile, rotsachtige oppervlakken, maar wordt af en toe gevonden op grind of modderige locaties, vastgemaakt aan schelpen of stenen.